# Campeonato Mundial de Triatlón de 1997
El IX Campeonato Mundial de Triatlón se celebró en Perth (Australia) el 16 de noviembre de 1997 bajo la organización de la Unión Internacional de Triatlón (ITU) y la Federación Australiana de Triatlón.

## Resultados
| Evento    | Oro                       | Plata                       | Bronce                    |
| --------- | ------------------------- | --------------------------- | ------------------------- |
| Masculino | Chris McCormack Australia | Hamish Carter Nueva Zelanda | Simon Lessing Reino Unido |
| Femenino  | Emma Carney Australia     | Jackie Gallagher Australia  | Michellie Jones Australia |

### Masculino
| Puesto            | Triatleta       | País          |       |       |       | Final   |
| ----------------- | --------------- | ------------- | ----- | ----- | ----- | ------- |
| Medalla de oro    | Chris McCormack | Australia     | 18:48 | 58:24 | 29:32 | 1:48:29 |
| Medalla de plata  | Hamish Carter   | Nueva Zelanda | 18:50 | 58:22 | 29:46 | 1:48:42 |
| Medalla de bronce | Simon Lessing   | Reino Unido   | 18:40 | 58:24 | 30:04 | 1:49:07 |

### Femenino
| Puesto            | Triatleta        | País      |       |         |       | Final   |
| ----------------- | ---------------- | --------- | ----- | ------- | ----- | ------- |
| Medalla de oro    | Emma Carney      | Australia | 21:08 | 1:03:20 | 32:53 | 1:59:22 |
| Medalla de plata  | Jackie Gallagher | Australia | 20:54 | 1:03:31 | 33:05 | 1:59:36 |
| Medalla de bronce | Michellie Jones  | Australia | 20:43 | 1:03:41 | 34:20 | 2:00:48 |

## Medallero
| Núm. | País          | Oro | Plata | Bronce | Total |
| ---- | ------------- | --- | ----- | ------ | ----- |
| 1    | Australia     | 2   | 1     | 1      | 4     |
| 2    | Nueva Zelanda | 0   | 1     | 0      | 1     |
| 3    | Reino Unido   | 0   | 0     | 1      | 1     |
|      | TOTAL         | 2   | 2     | 2      | 6     |